# Glanosuchus
Glanosuchus is een geslacht van uitgestorven scylacosauride therocephaliden uit het Laat-Perm van Zuid-Afrika. De typesoort Glanosuchus macrops werd in 1904 benoemd door Robert Broom. Glanosuchus had een middenoorstructuur die het midden hield tussen die van vroege therapsiden en zoogdieren. Ribbels in de neusholte van Glanosuchus suggereren dat het een ten minste gedeeltelijk endotherm metabolisme had, vergelijkbaar met moderne zoogdieren.

## Naamgeving
Glanosuchus macrops werd voor het eerst beschreven in 1904 door de Zuid-Afrikaanse paleontoloog Robert Broom, die het geslacht en de soort een naam gaf op basis van een bijna complete holotype schedel, specimen SAM 637. De geslachtsnaam is afgeleid van het Grieks glanos, 'hyena'. De soortaanduiding betekent 'langgezicht'. 
De schedel is tijdens de fossilisatie vervormd en het bot is in sommige delen niet te onderscheiden van de omliggende matrix. Bij het illustreren van het holotype koos Broom ervoor om de schedel van de soort te reconstrueren in plaats van het daadwerkelijke exemplaar te tekenen.
Veel fossielen van Scylacosauridae werden in de twintigste eeuw aan Glanosuchus toegeschreven, waarmee dit taxon werd gezien als een langlevend taxon en gold als het archetype vroege theriodont. Revisie van de Scylacosauridae in 2023 leidde tot andere inzichten. Een deel van de fossielen week duidelijk af van het holotype en werd geclassificeerd als Alopecognathus, waaronder het spectaculaire fossiel dat in het Iziko Museum in Kaapstad tentoongesteld wordt. Net als de meeste verwanten bleek Glanosuchus beperkt tot de Tapinocephalus Assemblage Zone. Fossielen uit de Eodicynodon- en Endothiodon Assemblage Zone bleken tot andere geslachten te behoren.

## Beschrijving
De schedel van Glanosuchus is ongeveer dertig centimeter lang. Glanosuchus groeide waarschijnlijk uit tot een lengte van ongeveer honderdtachtig centimeter. Net als andere vroege therocephaliden had Glanosuchus een lange, diepe snuit en grote hoektanden. De snijtanden aan de voorkant van de bovenkaak zijn ook groot en mesvormig. Er zijn zes snijtanden aan weerszijden van de bovenkaak, de verste is merkbaar kleiner dan de rest. Vijf kleine puntige tanden bevinden zich achter elke hoektand. De snuit is aan de voorkant breder dan aan de achterkant, een gebruikelijk kenmerk bij therapsiden maar aanwezig bij verschillende andere verwante therocephaliden. De neusgaten zijn aan het uiteinde van de snuit geplaatst en naar voren gericht.

## Paleobiologie

### Gehoor

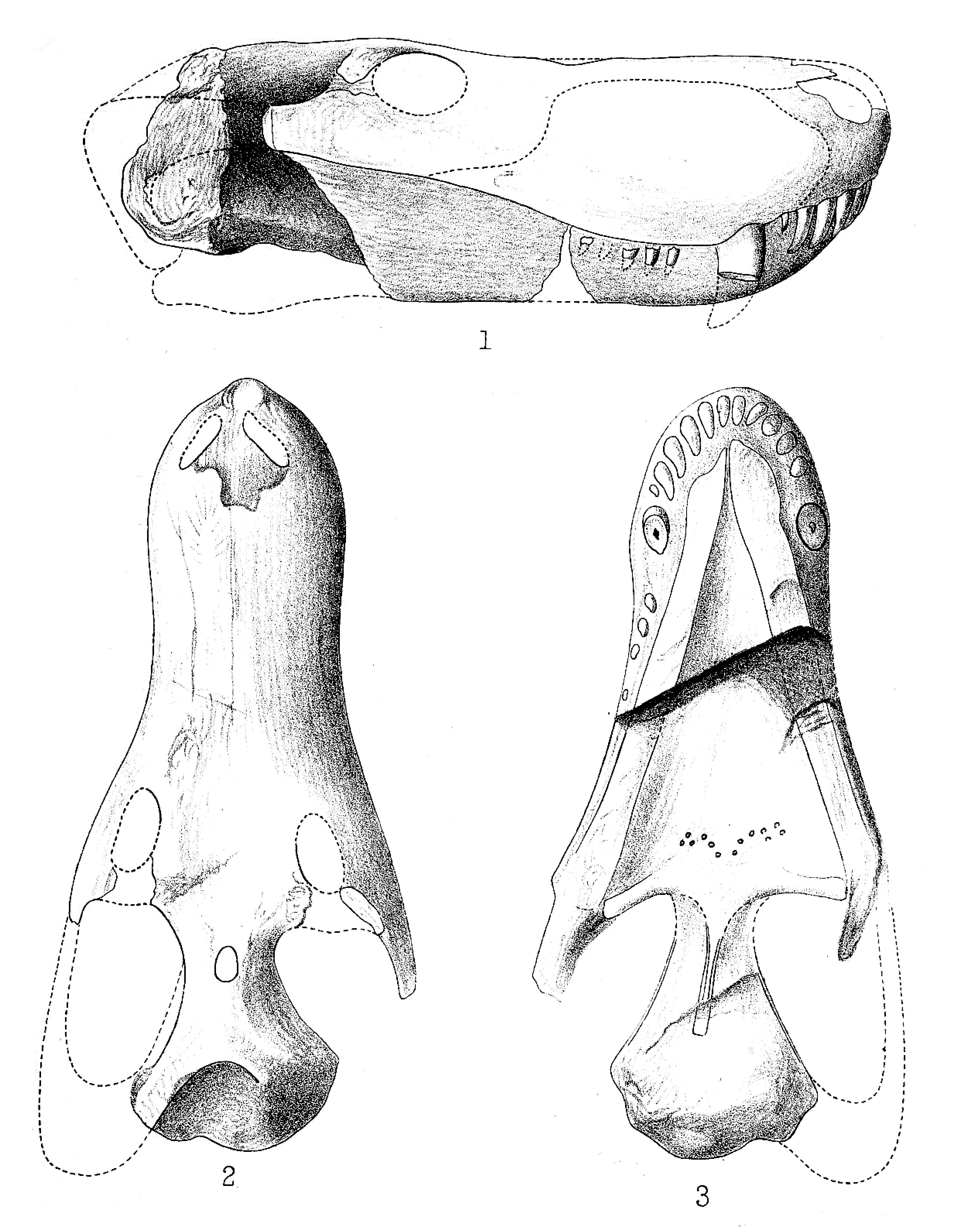
De reconstructie door Broom

Glanosuchus vertegenwoordigt een vroeg stadium in de ontwikkeling van het middenoor van zoogdieren. Moderne zoogdieren hebben drie botten in het middenoor (de malleus, aambeeld en stijgbeugel) die geluidsenergie van het trommelvlies naar de vloeistof van het binnenoor overbrengen. De malleus en aambeeld van zoogdieren ontwikkelden zich uit het articulare en quadratum van vroege therapsiden. Studies van de botten van Glanosuchus tonen aan dat het een zeer dunne botplaat had die als trommelvlies fungeerde, geluiden opving en deze overbracht naar een kleine met lucht gevulde holte. De stijgbeugel en het vestibulaire foramen (het gat dat het midden- en binnenoor verbindt) zijn bewaard gebleven in één exemplaar van Glanosuchus dat werd onderzocht door dwarsdoorsneden van de schedel weg te slijpen. Het ringvormige ligament, een ringachtige structuur die een afdichting vormt tussen het uiteinde van de stijgbeugel en de rand van het vestibulaire foramen, werd waarschijnlijk op zijn plaats gehouden door kraakbeen. De overdracht van geluid tussen de dunne benige plaat en het vestibulaire foramen bij Glanosuchus was niet zo effectief als bij zoogdieren, wat betekent dat het dier een minder scherp gehoor had.

### Metabolisme
Glanosuchus was mogelijk een van de eerste therapsiden die endothermie of warmbloedigheid bereikte. Endothermie wordt tegenwoordig gezien bij zoogdieren, de enige levende groep therapsiden. De meeste reptielen, de naaste levende verwanten van zoogdieren, zijn (met uitzondering van de vogels) koudbloedige ectothermen met een lagere stofwisseling. Endotherme dieren zijn waarschijnlijk geëvolueerd uit meer basale ectotherme synapsiden ergens in het Perm of Trias.
Hoewel bont, algemeen aanvaard als een duidelijke indicatie van endothermie, niet is gevonden bij niet-zoogdierachtige therapsiden, kunnen sommige skeletkenmerken die bewaard zijn gebleven in therapside resten een indicatie zijn van de stofwisselingssnelheden van deze dieren. Moderne zoogdieren hebben maxilloturbinaten, een soort conchae (botplateaux) in de neusholte die vocht uit ingeademde lucht opvangen. Als endothermen moeten zoogdieren snel ademen om voldoende zuurstof te leveren voor hun hoge metabolisme. Terwijl zuurstof de neusholte in en uit gaat, droogt het het omliggende weefsel uit. Water uit ingeademde lucht condenseert op de maxilloturbinaten, waardoor het uitdrogen van de neusholte wordt voorkomen en zoogdieren voldoende zuurstof kunnen inademen om hun hoge metabolisme te ondersteunen.
Reptielen en meer primitieve synapsiden hebben conchae, maar deze botplateaux zijn eerder betrokken bij het waarnemen van geuren dan bij het voorkomen van uitdroging. Terwijl de maxilloturbinaten van zoogdieren zich in het pad van de luchtstroom bevinden om vocht te verzamelen, zijn de sensorische cochae bij zowel zoogdieren als reptielen verder naar achteren en boven de neusholte geplaatst, weg van de luchtstroom. Glanosuchus heeft richels die laag in de neusholte zijn geplaatst, wat aangeeft dat het maxilloturbinaten had die zich in de directe baan van de luchtstroom bevonden. De maxilloturbinaten zijn mogelijk niet bewaard gebleven omdat ze erg dun of kraakbeenachtig waren. De mogelijkheid is ook geopperd dat deze richels geassocieerd zijn met een reukepitheel in plaats van conchae. Desalniettemin suggereert de mogelijke aanwezigheid van maxilloturbinaten dat Glanosuchus mogelijk snel kon ademen zonder de neusholte uit te drogen, en daarom een endotherm zou kunnen zijn.
Glanosuchus is de vroegst bekende therapside die maxilloturbinaten bezit, maar het deelt kenmerken met reptielen die suggereren dat hij niet volledig endotherm was. Choanae, twee gaten in het verhemelte die de neusholte met de mond verbinden, zijn ver naar voren geplaatst bij reptielen, vroege synapsiden en Glanosuchus. Dit verkort de neusholte, waardoor het vermogen om binnenkomende lucht te bevochtigen wordt verminderd. De choanae migreerden later in de therocephalische evolutie verder terug in het verhemelte, wat suggereert dat geavanceerde vormen zoals Bauria een hoge stofwisseling hadden die vergelijkbaar was met die van zoogdieren. Terwijl de choana verder naar achteren bewoog, breidde zich een secundair verhemelte ervoor uit. Deze uitbreiding vond plaats bij zowel therocephaliden als de verwante cynodonten, wat aangeeft dat de twee groepen convergent zoogdierkenmerken aan het verwerven waren in het Perm en het Trias. Hoewel therocephaliden in het Midden-Trias uitstierven, bleven cynodonten diversifiëren, wat leidde tot volledig endotherme zoogdieren in het Laat-Trias.